# Funtenseetauern
Le Funtenseetauern est une montagne culminant à 2 578 ou 2 579 mètres d'altitude dans le massif des Alpes de Berchtesgaden.

## Géographie

### Situation
Le Funtenseetauern se situe au nord du chaînon du Steinernes Meer. Le Stuhljoch (2 448 mètres) se situe au nord-ouest du Funtenseetauern et est relié à lui par une crête qui se brise abruptement dans le bassin du lac Funten. La frontière entre l'Allemagne et l'Autriche passe au sommet.

## Ascension
La voie normale se parcourt à partir du Kärlingerhaus en trois heures à pied par le Stuhljoch. On peut aussi l'atteindre en passant par la crête nord du Halsköpfl ou à partir du Wasseralm.